# Mimonthophagus limbibasis
Mimonthophagus limbibasis är en skalbaggsart som beskrevs av D'orbigny 1905. Mimonthophagus limbibasis ingår i släktet Mimonthophagus och familjen bladhorningar. Inga underarter finns listade i Catalogue of Life.